# Cova dels Rossegadors
La Cova dels Rossegadors o Cueva del Polvorín es un abrigo con arte rupestre Levantino situado en el término de Puebla de Benifasar (Castellón). Se encuentra en las proximidades del Pantano de Ulldecona, en el margen izquierdo del Río Cenia, concretamente en un meandro que describe su cauce justo después del punto en que se sitúa la presa del embalse.
Se encuentra a 460 m.s.n.m., con una orientación E-SE, a unos 7 km de La Cenia, a 11 km de Puebla de Benifasar y a 120 km de Castellón de la Plana. Mide 29 m de largo, 3 de alto y 1,60 m de profundidad. Además de contar con un manantial natural a sus pies, la Font dels Rossegadors, también domina una angostura del río actualmente cerrada por la presa del pantano.  Su emplazamiento en ese punto comportaría ventajas estratégicas a sus ocupantes en cuanto a la caza, además de disponer de una fuente natural próxima.

## Descubrimiento
Las pinturas fueron descubiertas en otoño de 1947 a raíz de las obras de ingeniería preparatorias para la construcción del embalse, aunque se notificó el hallazgo en la primavera de 1948, siendo documentadas por Salvador Vilaseca a partir del día 17 de abril.  La necesidad de abrir paso a la nueva carretera a través de las calizas precisó la utilización de perforadoras y explosivos, con lo que el polvorín se instaló en este abrigo que en los documentos se denominaba «cueva del Segundo Barranco dels Rosegadors», construyendo una caseta de obra para este cometido en dicha cavidad.

## Arte del abrigo
Las representaciones de este abrigo se ajustan a las características generales del Arte Levantino. Este se suele ubicar en abrigos rocosos poco profundos, mayoritariamente pintado aunque existen algunos casos de grabados, en el que prima el color rojo y que se realizaría mediante útiles finos como plumas o pinceles. Es fundamentalmente figurativo, constituido generalmente por figuras humanas y animales que suelen ir de los 10 a los 25 cm, con un carácter dinámico y narrativo. Para el núcleo septentrional, al que pertenece este abrigo, se ha señalado la mayor atención que se presta a las escenas con temática cazadora, mientras que en el núcleo meridional destacan más las de carácter social.
Las pinturas fueron estudiadas en dos fases: una primera por parte de Salvador Vilaseca (1947) y una segunda décadas después por Norberto Mesado (1989), dedicándose este autor a las que se encontraban en el espacio cerrado por la caseta del polvorín, que Vilaseca no había podido estudiar. La mayoría de figuras humanas representadas se corresponden con el característico arquero levantino, además de numerosas figuras masculinas y tan sólo alguna femenina. En cuanto a los animales destacan las cabras y los ciervos, aunque también hay jabalíes, aves e incluso uno identificado como un cánido.  Entre las escenas destacan una de caza formada por un jabalí y un arquero, otra en que una figura humana sostiene un lazo con el que sujeta a una cabra o cierva por el cuello, una escena de pastoreo y una composición integrada por varios arqueros, una figura femenina danzando y tres grandes ciervos. Además existe una escena con varias figuras humanas y un arboriforme que por sus características parece alejarse del Levantino.
En cuanto a su cronología, existe un debate en torno a la contextualización temporal y social del Arte Levantino, que se viene desarrollando en el mundo de la investigación prácticamente desde inicios del siglo XX. Actualmente existen tres posiciones distintas en este debate: los autores que consideran que el Levantino es un arte realizado por cazadores-recolectores del Mesolítico y que hunde sus raíces en el arte paleolítico; los que vinculan su arranque al proceso de neolitización y a las reacciones que este provocó en los mesolíticos que se estaban aculturando (con diferentes visiones sobre su duración al restringir este arte al proceso de neolitización o bien extendiéndolo hasta momentos posteriores a la secuencia neolítica); por último destacan los que piensan que este arte se inicia en cronologías plenamente neolíticas, desvinculándolo de los mesolíticos y buscando otras explicaciones sobre su desarrollo.  Para las pinturas de la Cova dels Rossegadors se ha planteado una cronología que podría estar comprendida entre el 4510 a. C. y el 3765 a. C., relacionando el arte de la región con los yacimientos del Neolítico Inciso conocidos en la zona.

## Protección y estado de las pinturas
El arte rupestre del arco mediterráneo de la península ibérica se integró en la lista de Patrimonio de la Humanidad de la Unesco en 1998, al considerar que constituía el mayor conjunto de sitios con arte rupestre de Europa y que ofrecía una imagen excepcional de un periodo fundamental dentro de la evolución cultural de la Humanidad, calificación de la que se beneficia este abrigo. Rossegadors es visitable y se encuentra protegido por un muro de mampostería levantado después de los primeros estudios.
El estado de conservación de las pinturas es deficiente, tratándose de uno de los yacimientos con arte rupestre más deteriorados, con desconchados debidos a un proceso litogenético irreversible que se vio intensificado por las explosiones de la dinamita empleada en las obras de 1947.  Además la excesiva elevación de la plataforma artificial, construida a dos niveles al acondicionar el abrigo, pudo provocar que algunas figuras que se encontraban en un plano inferior quedaran tapadas.